# Fidjeri

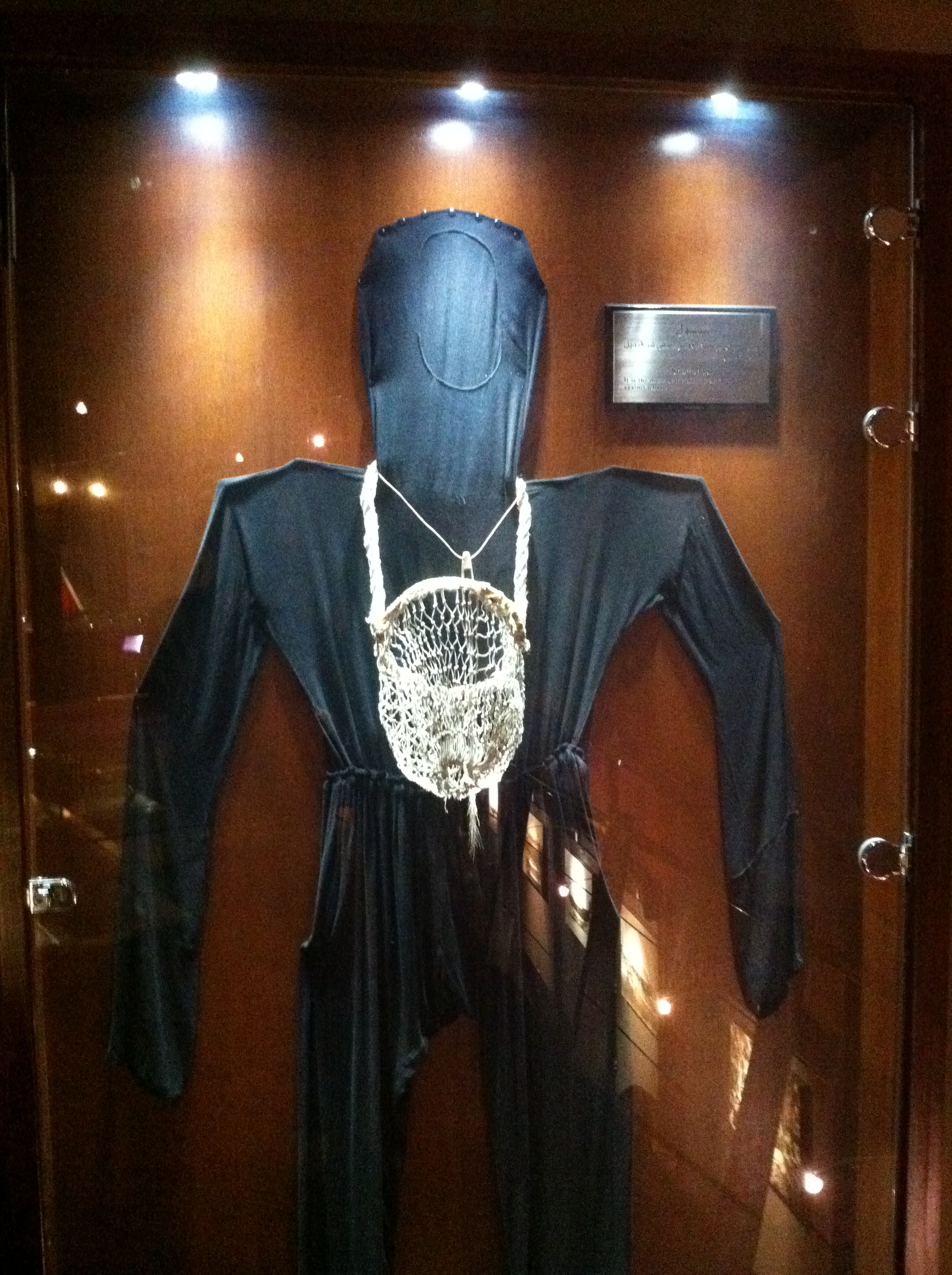
Vestimenta dels pescadors de perles kuwaitians

Fidjeri, també escrit fijiri o fijri (àrab del Golf: لفجري, l-fijrī), són un tipus de càntics entonats pels pescadors de perles dels estats costaners del Golf Pèrsic, especialment els de Bahrain i Kuwait. Consisteix bàsicament en una melodia interpretada per un cantant principal que és acompanyat per un cor que també fa palmes. Els instruments que acompanyen el fidjeri són el mirwàs (àrab del Golf: المرواس, al-mirwās), un petit tambor de doble cara, i el jahla (àrab del Golf: الجاهلة, al-jāhla), un bol d'argila que es colpeja amb les dues mans.
Hi ha vuit gèneres de fidjeri: sanginni (que es canta a la platja, no en el bot), bahri, adsani, mkholfi, haddadi, hasawi, zumayya i dan, essent en realitat els dos darrers subgèneres del hasawi i del mkholfi, respectivament. Bahri i adsani són els dos gèneres principals.
En àrab els pescadors de perles són anomenats nahham (àrab del Golf: نهام, nahhām). Salem Allan i Ahmad Butabbaniya són dos dels cantants més coneguts de fidjeri de Bahrain.